# 模绕酮酸
模绕酮酸（英語：Moronic acid，3-氧齐墩果-18-烯-28-羧酸，3-oxoolean-18-en-28-oic acid）是一种天然三萜化合物，可从羅氏鹽膚木（Rhus javanica）、槲寄生等药用植物中提取。